# Santa Margarida de Colldares
Santa Margarida de Colldares - en francès Eglise de Sainte-Marguerite du col d'Ares - és una església romànica en ruïnes propera al Coll d'Ares, en el terme municipal de Prats de Molló, comarca del Vallespir (Catalunya del Nord).
Es troba al nord-est del Coll d'Ares, a ponent de la carretera després del quart revolt tancat baixant cap a Prats de Molló, i a sota del tercer. En aquest lloc hi havia hagut un hospital de camí, desmantellat a l'època en la qual s'abandonà també la capella de Santa Margarida.
Santa Margarida va ser declarada monument històric de França el juny de 2009.

## Història

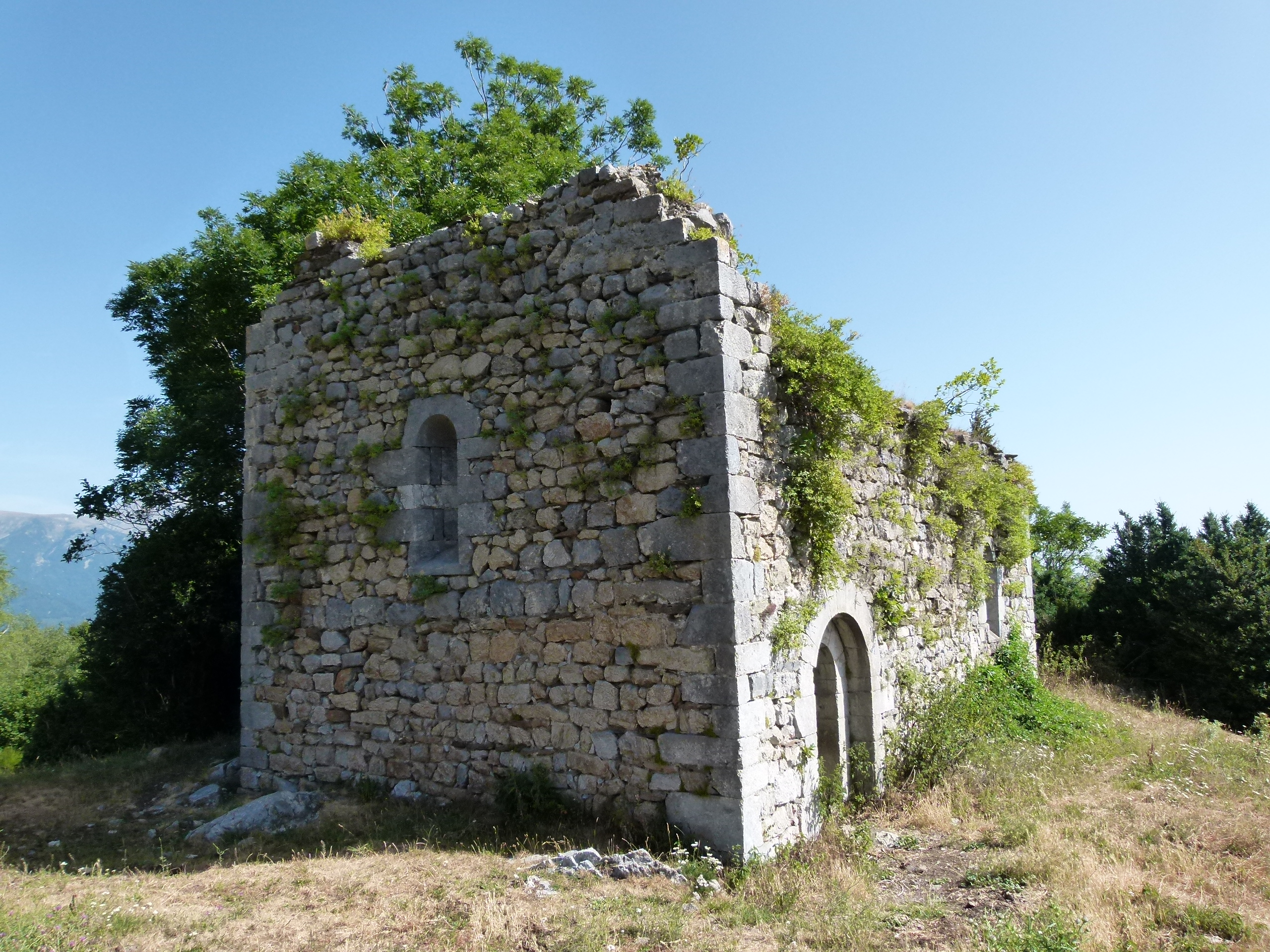
Vista dels costats sud-oest i sud-est

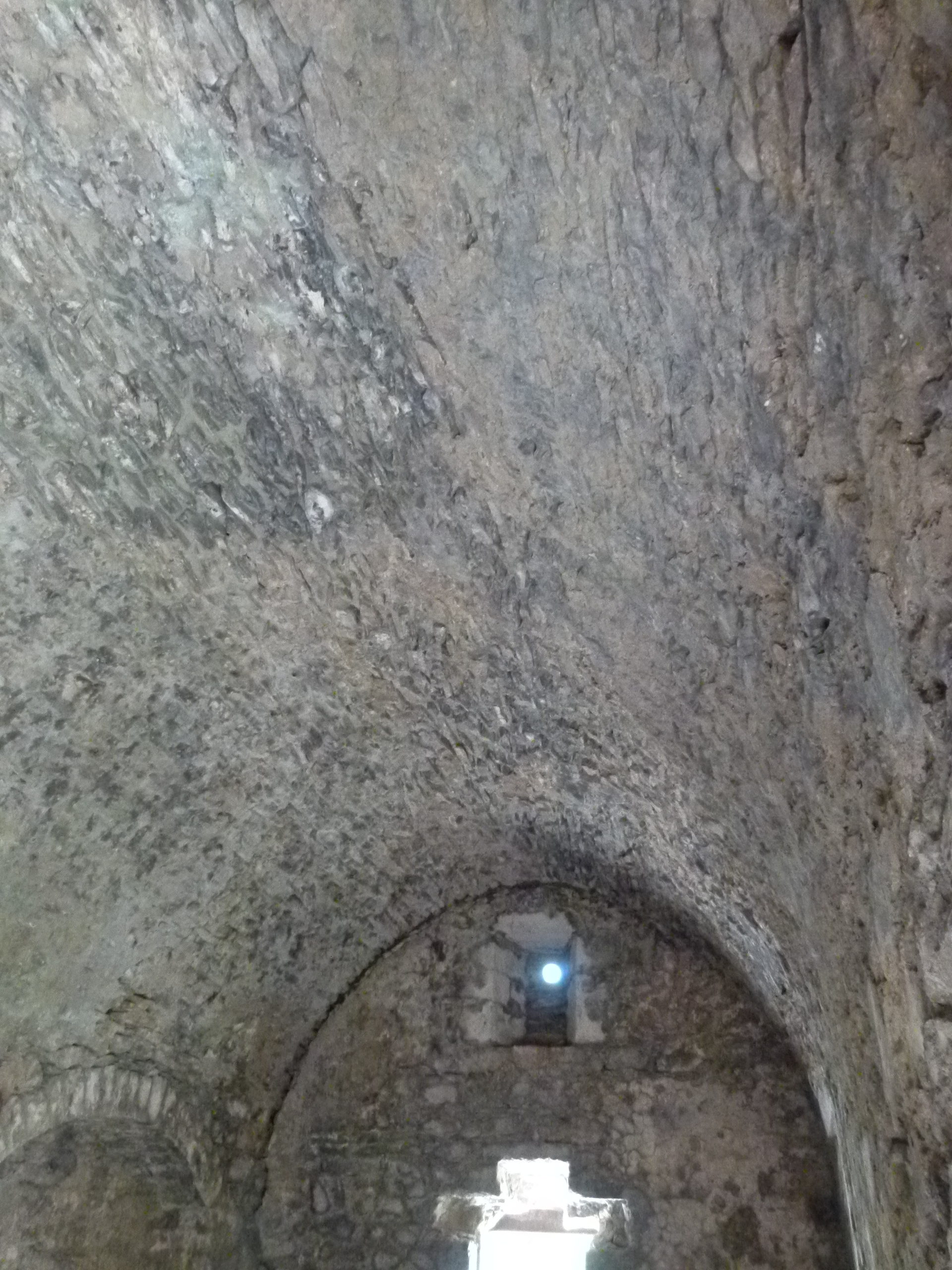
Volta

Durant l'episodi de La Retirada (gener-febrer 1939) aquesta esglesiola va donar d'aixopluc a refugiats i ferits. Com explica n'Artur Bladé Desumvila:
"Hom sent també els crits de dolor dels ferits que alguns voluntaris misericordiosos (ara ja no mana ningú) transporten en lliteres, o a collibé, del cim on arriben les ambulàncies, fins a una ermita que serveix de refugi provisional
I més endavant segueix:
"Penso que ha estat una sort haver trobat aquesta ermita (desmantellada i abandonada de ja fa temps) que aquesta nit ens fa d'aixopluc. Al meu costat descansa l'amic Jaume Pi-Sunyer, que vaig conèixer a l'hospital de Montserrat fa cinc o sis mesos i que he vist i amb qui he parlat tots els dies d'aquella hora ençà.
Benaurada ermita! Sense aquest redós on s'han encabit també una bona vintena de ferits, l'hauríem passada molt negra, o molt blanca, com la nit d'ahir, si no pitjor.
No sé l'hora que és. Escric amb moltes dificultats a la claror d'una foguera que fa més fum que llum. Amb l'olor del fum (olor de cova) es barreja la pudor de la femta, del pus covat, dels desinfectant. Val a dir que l'ermita no té porta i l'aire es renova."

## Arquitectura i decoració

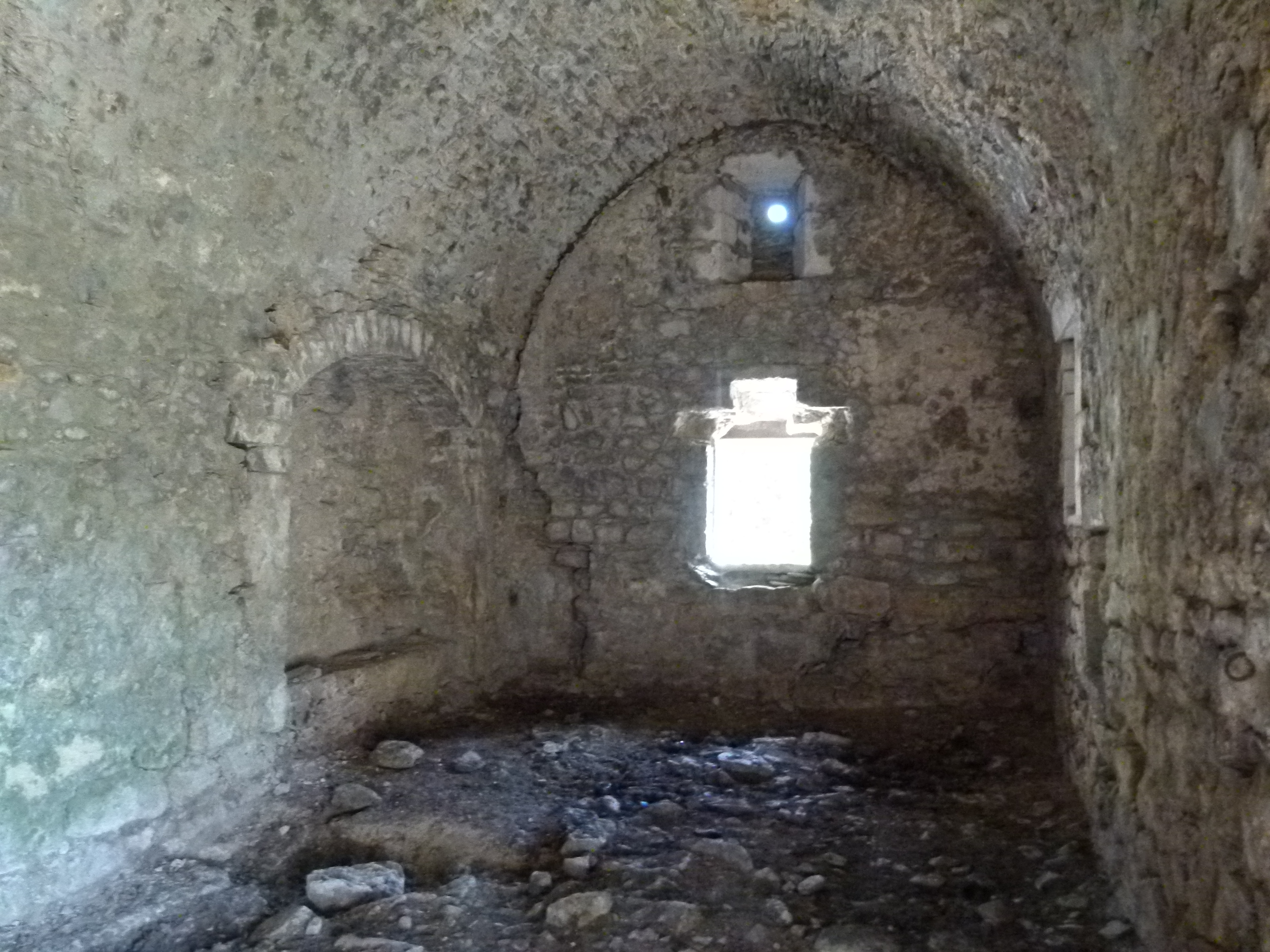
Interior

L'església és d'una sola nau de volta de canó lleugerament apuntada. Té la porta i una finestra sobre la façana sud-est, un parell en el costat nord-est i una finestra en la façana sud-oest; dues finestres més de la mateixa factura es troben al centre de les façanes est i oest. No té absis aparent. Al frontis occidental, el mur està lleugerament alçat per damunt de la coberta de la nau, possiblement per haver tingut un campanar d'espadanya. L'interior és completament buit i el terra és format per la mateixa roca natural (no hi ha rajoles ni cap tipus d'obra). Tampoc no hi ha porta, però la seva obertura és de dos arcs de mig punt en degradació, sense llinda ni timpà, format per carreus de pedra calcària, grossos i ben tallats.

## L'hospital de Santa Margarida
La primera menció d'aquest hospital és de 1261, any on rep un llegat de 12 diners. L'edifici de l'hospital és situat a 15 metres de distància al sud de la capella, en un pla inferior i mig amagat per un marge i l'abundosa vegetació que s'hi ha anat desenvolupant. Es tracta d'un edifici senzill, d'una sola nau encarada d'est a oest, que conserva en alguns trams els murs perimetrals fins a 3 metres d'alçada. Fa 19,8 metres de llargària i 6,6 d'amplada. Els murs tenen un gruix de 85 cm, cosa que fa pensar que devia ser coberta amb una volta de pedra, de la qual no en queda res, actualment. Tot sembla indicar que tenia dos pisos, atesa la immensa quantitat d'enderrocs existents en el lloc. També semblen indicar-ho els dos nivells de sageteres conservats, el rengle superior molt més amunt que l'inferior. L'aparell és pràcticament igual que el de l'església.
En els entorns hi ha encara algunes restes de murs de pedra i fang, així com unes concavitats excavades a la roca que semblen haver estat receptacles d'aigua, dels quals surten uns recs. El conjunt mereixeria una exploració arqueològica completa, per tal de trobar totes les restes que s'hi amaguen.

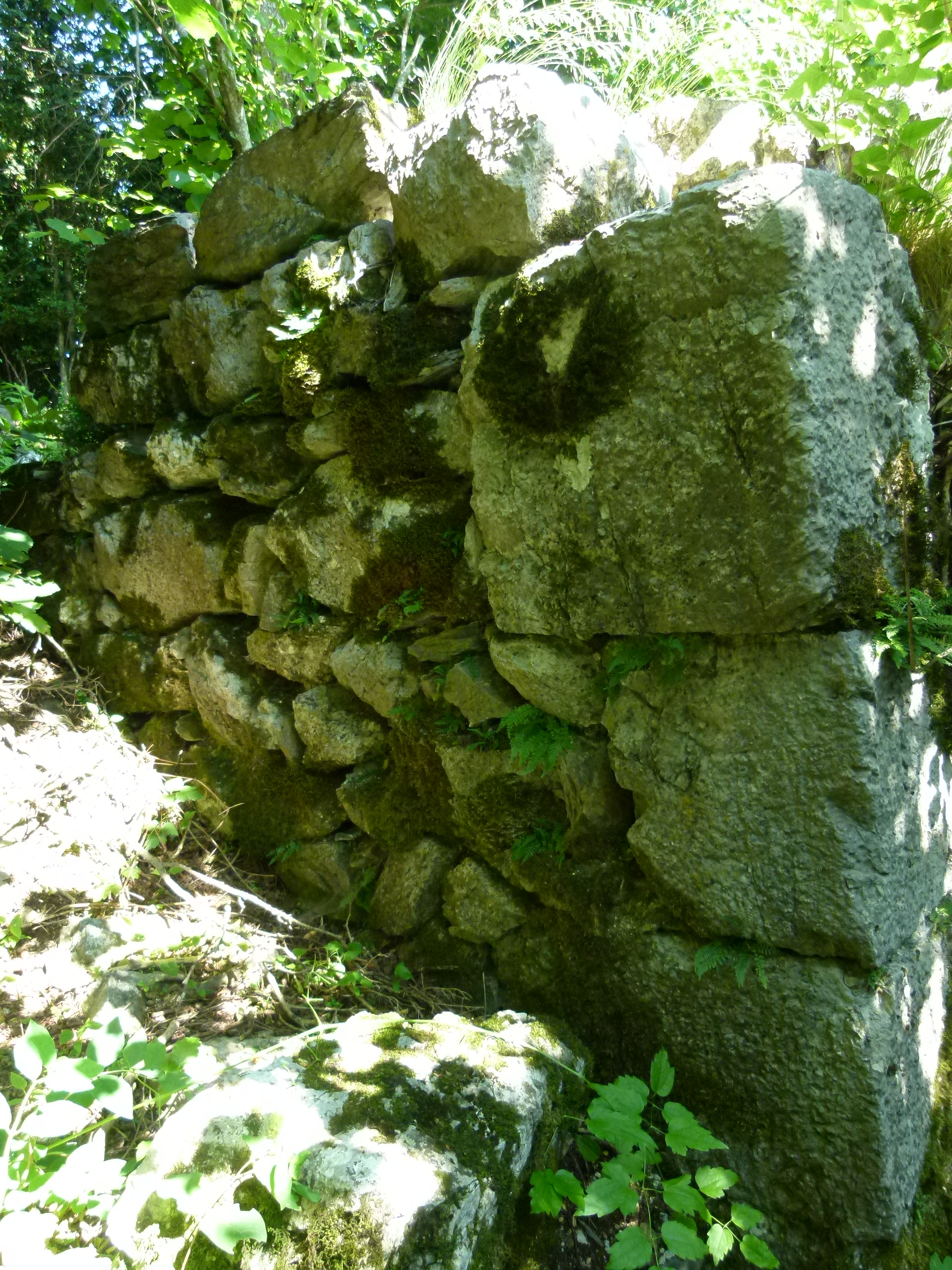
Cantonada sud
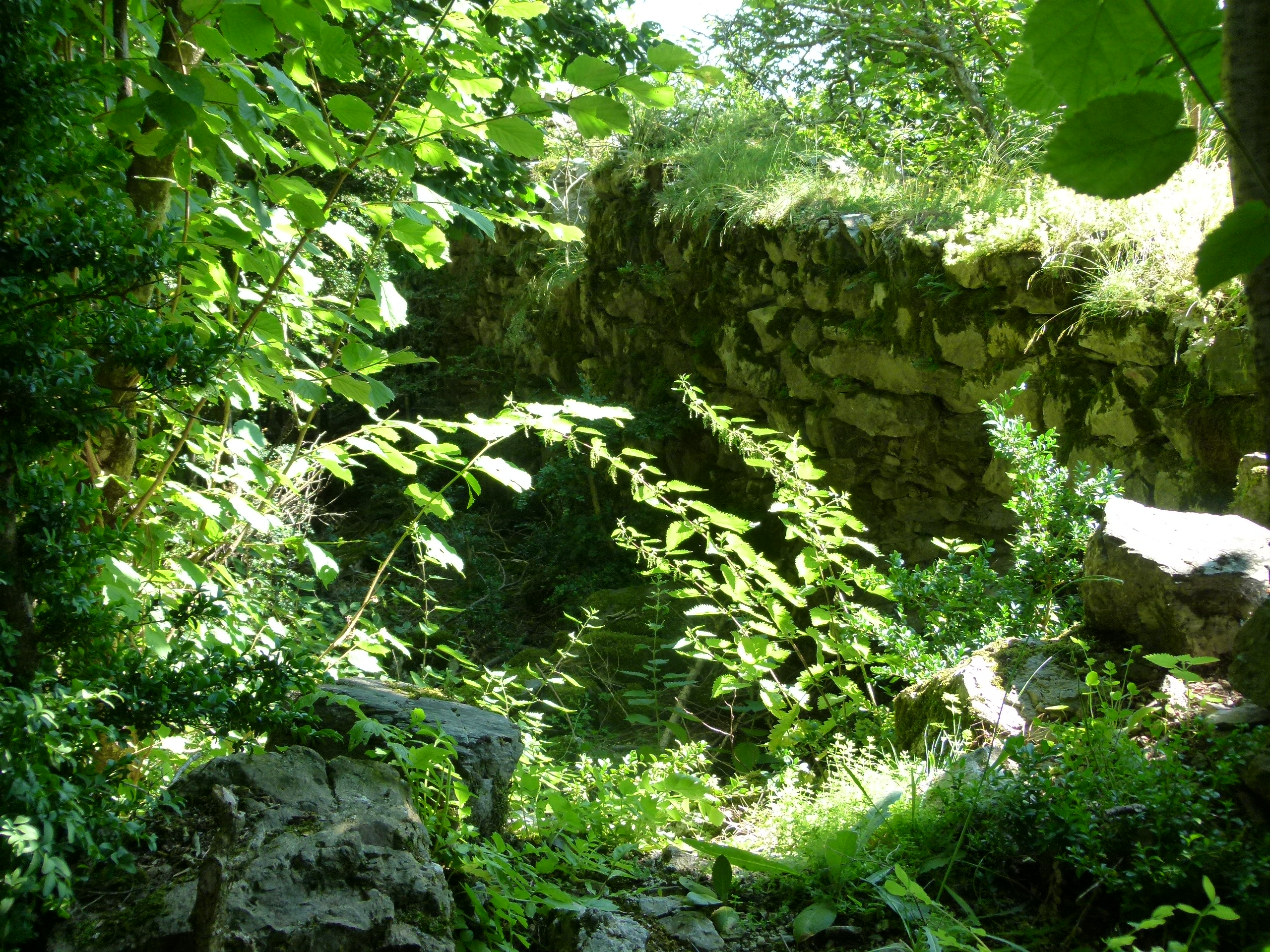
Interior del mur Est
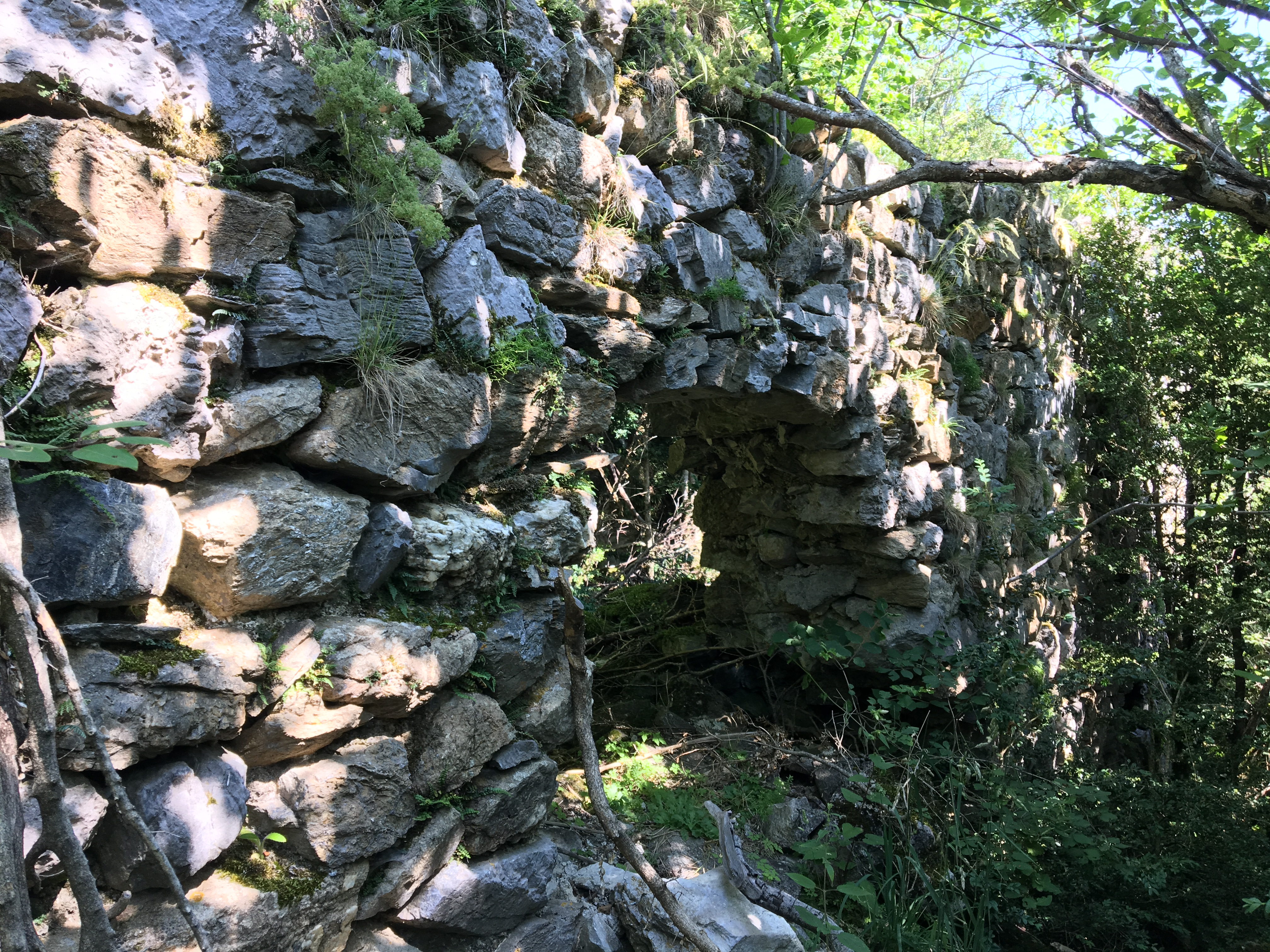
Exterior mur Est
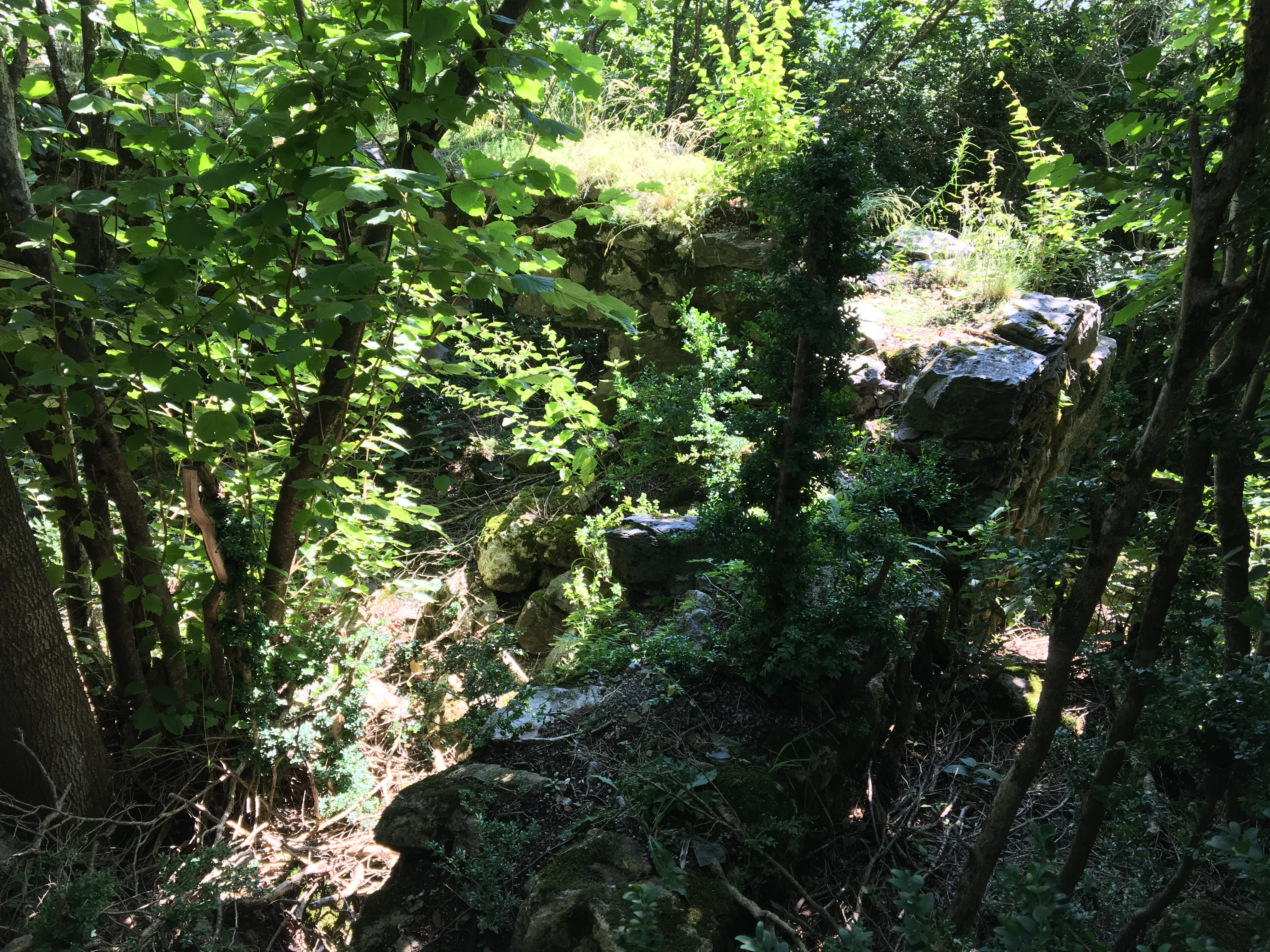
Exterior mur Sud i interior mur Est
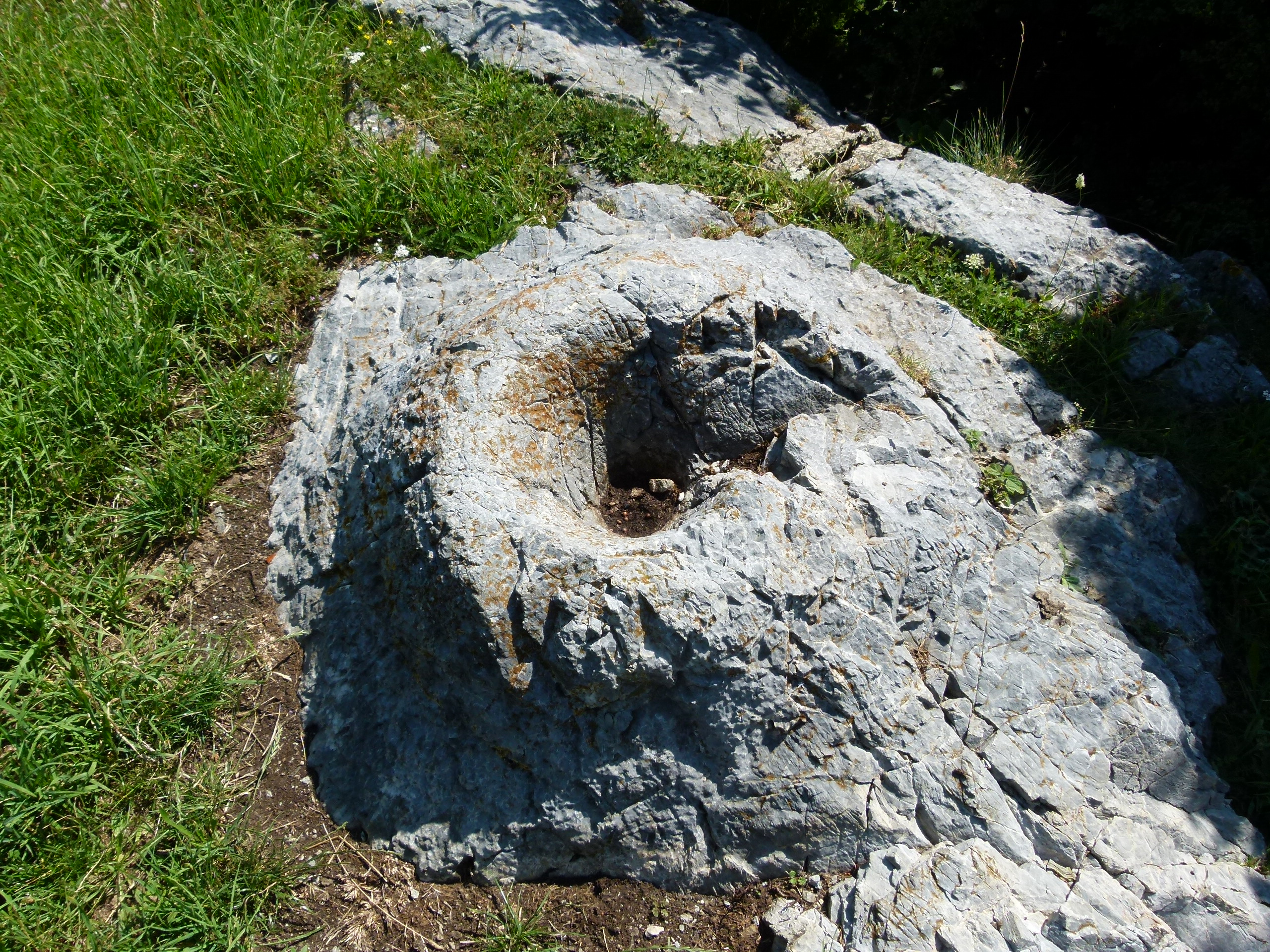
Forat en una roca